# François-Mathurin Gourvès
François-Mathurin Gourvès (ur. 17 czerwca 1929 w Plougastel-Daoulas, zm. 12 sierpnia 2020 w Sainte-Anne-d’Auray) – francuski duchowny rzymskokatolicki, w latach 1991–2005 biskup Vannes.

## Życiorys
Święcenia kapłańskie przyjął 6 kwietnia 1953. 19 grudnia 1990 został mianowany koadiutorem diecezji Vannes. Sakrę biskupią otrzymał 24 lutego 1991. 16 listopada 1991 objął urząd ordynariusza. 28 czerwca 2005 przeszedł na emeryturę.